# Шакшуев, Фёдор Михайлович
Фёдор Михайлович Шакшуев (14 октября 1925, Читинская область — 16 августа 2007, Симферополь) — стрелок 182-го гвардейского стрелкового полка 62-й гвардейской стрелковой дивизии 37-й армии Степного фронта, гвардии красноармеец. Герой Советского Союза.

## Биография
Родился 14 октября 1925 года в деревне Горбуново Забайкальской губернии, ныне село Горбуновка Нерчинско-Заводского района Читинской области, в крестьянской семье. С 1937 года семья Горбуновых переехала в деревню Челноково Красноярского края. Окончил 7 классов. Работал в колхозе.
В Красной Армии с 1943 года. В действующей армии с августа 1943 года, окончил полковую школу.
Стрелок 182-го гвардейского стрелкового полка гвардии красноармеец Фёдор Шакшуев в районе села Мишурин Рог Верхнеднепровского района Днепропетровской области Украины в числе первых переправился 28 сентября 1943 года через реку Днепр. Вместе с боевыми товарищами пробрался к переломному посту неприятеля и уничтожил штаб. Во время одной из вражеских контратак гвардии красноармеец Шакшуев Ф. М. оказался в тылу врага и за четыре дня собрал о нём много ценных сведений, переданных советскому командованию.
Указом Президиума Верховного Совета СССР от 22 февраля 1944 года за образцовое выполнение боевых заданий командования и проявленные при этом мужество и героизм гвардии красноармейцу Шакшуеву Фёдору Михайловичу присвоено звание Героя Советского Союза с вручением ордена Ленина и медали «Золотая Звезда».
В 1945 году Ф. М. Шакшуев демобилизован. Окончил торговый техникум. Член КПСС с 1958 года. Жил в Симферополе — административном центре Автономной Республики Крым. Работал мастером-инструктором производственного обучения в столовой в городе Симферополе. Являлся членом Симферопольского городского комитета коммунистической партии. За добросовестный труд удостоен звания «Заслуженный работник торговли Украинской ССР».
Лейтенант в отставке Шакшуев Ф. М. скончался 16 августа 2007 года. Похоронен в Симферополе.
Проживал в Симферополе по улице Киевская в доме 147. В настоящее время на доме установлена мемориальная доска.
Награждён орденами Ленина, Отечественной войны 1-й степени, украинским орденом «За мужество», многочисленными медалями.

## Память
- Проживал в Симферополе по улице Киевская в доме 147. В настоящее время на доме установлена мемориальная доска.

- В  деревне Челноково по инициативе Березовского районного отделения КПРФ в 2011 году был открыт памятный мемориал в честь уроженца деревни, Героя Советского Союза Ф. М. Шакшуева и земляков, погибших на фронтах Великой Отечественной войны.
- Его фамилия занесена на Памятную стелу Героев Советского  Союза в Мемориальном комплексе Лагерного сада в Томске.